# 1996 VF30
1996 VF30 är en asteroid i huvudbältet som upptäcktes den 7 november 1996 av de båda japanska astronomerna Seiji Ueda och Hiroshi Kaneda i Kushiro.
Asteroiden har en diameter på ungefär 12 kilometer och den tillhör asteroidgruppen Dora.